# Euonymus tsoi
Euonymus tsoi är en benvedsväxtart som beskrevs av Merrill. Euonymus tsoi ingår i släktet Euonymus och familjen Celastraceae. Inga underarter finns listade.